# Холохан, Патрик
Па́трик «Па́дди» Хо́лохан (англ. Patrick "Paddy" Holohan; род. 3 мая 1988, Дублин) — ирландский боец смешанного стиля, представитель наилегчайшей весовой категории. Выступал на профессиональном уровне в период 2007—2016 годов, известен по участию в турнирах бойцовской организации UFC, участник бойцовского реалити-шоу The Ultimate Fighter.

## Биография
Патрик Холохан родился 3 мая 1988 года в Дублине, Ирландия. Проходил подготовку в зале SBG Ireland, практиковал бразильское джиу-джитсу, получив в этой дисциплине коричневый пояс.

### Начало профессиональной карьеры
Дебютировал в смешанных единоборствах на профессиональном уровне в июле 2007 года, заставил своего соперника сдаться с помощью «треугольника». Дрался в небольших ирландских промоушенах — почти из всех поединков выходил победителем (лишь в одном случае была зафиксирована ничья). Одна из наиболее значимых побед в этот период — победа сдачей над литовским самбистом Артемием Ситенковым на турнире Cage Contender в Дублине.

### The Ultimate Fighter
Имея в послужном списке девять побед без единого поражения, в 2013 году Холохан попал в число участников 18 сезона популярного бойцовского реалити-шоу The Ultimate Fighter. Однако уже в первом отборочном поединке проиграл решением большинства судей Джошу Хиллу и выбыл из шоу.

### Ultimate Fighting Championship
Несмотря на ранний проигрыш в TUF, Патрик Холохан всё же получил возможность подписать контракт с крупнейшей бойцовской организацией мира Ultimate Fighting Championship. Дебютировал в октагоне UFC в июле 2014 года — встретился с американцем Джошем Сампо и уже в первом раунде принудил его к сдаче с помощью удушающего приёма сзади.
Далее должен был выйти в клетку против Луиса Годино, но тот травмировался и был заменён новичком организации Крисом Келадесом. Противостояние между ними продлилось все отведённые три раунда, в итоге судьи единогласным решением отдали победу Келадесу, и Холохан таким образом потерпел первое в профессиональной карьере поражение. Оба бойца при этом заработали бонус за лучший бой вечера.
В 2015 году Холохан по очкам выиграл у Шейна Хауэлла и Вона Ли, затем в главном бою вечера уступил сдачей Луису Смолке.
На май 2016 года планировался бой с Уилли Гейтсом, однако в апреле Холохан неожиданно объявил о завершении спортивной карьеры, отметив, что ему диагностировали редкое заболевание крови.

## Статистика в профессиональном ММА
| Боёв 15  | Побед 12 | Поражений 2 |
| -------- | -------- | ----------- |
| Нокаутом | 1        | 0           |
| Сдачей   | 8        | 1           |
| Решением | 3        | 1           |
| Ничьи    | 1        | 1           |

| Результат | Рекорд | Соперник         | Способ                       | Турнир                                    | Дата            | Раунд | Время | Место                          | Примечание                 |
| --------- | ------ | ---------------- | ---------------------------- | ----------------------------------------- | --------------- | ----- | ----- | ------------------------------ | -------------------------- |
| Поражение | 12-2-1 | Луис Смолка      | Сдача (удушение сзади)       | UFC Fight Night: Holohan vs. Smolka       | 24 октября 2015 | 2     | 1:29  | Дублин, Ирландия               |                            |
| Победа    | 12-1-1 | Вон Ли           | Единогласное решение         | UFC Fight Night: Bisping vs. Leites       | 18 июля 2015    | 3     | 5:00  | Глазго, Шотландия              |                            |
| Победа    | 11-1-1 | Шейн Хауэлл      | Единогласное решение         | UFC Fight Night: McGregor vs. Siver       | 18 января 2015  | 3     | 5:00  | Бостон, США                    |                            |
| Поражение | 10-1-1 | Крис Келадес     | Единогласное решение         | UFC Fight Night: MacDonald vs. Saffiedine | 4 октября 2014  | 3     | 5:00  | Галифакс, Канада               | Бой вечера.                |
| Победа    | 10-0-1 | Джош Сампо       | Сдача (удушение сзади)       | UFC Fight Night: McGregor vs. Brandao     | 19 июля 2014    | 1     | 3:06  | Дублин, Ирландия               | Дебют в наилегчайшем весе. |
| Победа    | 9-0-1  | Артемий Ситенков | Сдача (треугольник)          | Cage Contender 14                         | 21 июля 2012    | 1     | 2:50  | Дублин, Ирландия               |                            |
| Победа    | 8-0-1  | Дэмиен Руни      | KO (удары)                   | Cage Contender 13                         | 28 апреля 2012  | 1     | 1:01  | Белфаст, Северная Ирландия     |                            |
| Победа    | 7-0-1  | Нил Макгиган     | Сдача (удушение сзади)       | Chaos FC 9                                | 3 сентября 2011 | 1     | 2:46  | Лондондерри, Северная Ирландия |                            |
| Победа    | 6-0-1  | Стив Маккомб     | Единогласное решение         | Cage Contender 8                          | 12 марта 2011   | 3     | 5:00  | Дублин, Ирландия               |                            |
| Ничья     | 5-0-1  | Нил Макгиган     | Ничья                        | Chaos FC 8                                | 12 февраля 2011 | 3     | 5:00  | Лондондерри, Северная Ирландия |                            |
| Победа    | 5-0    | Андреас Ловбранд | Сдача (кимура треугольником) | KO: The Fight Before Christmas 3          | 3 декабря 2010  | 1     | 2:03  | Дублин, Ирландия               |                            |
| Победа    | 4-0    | Милан Ковач      | Сдача (удушение сзади)       | Cage Contender 5                          | 24 июля 2010    | 1     | 4:58  | Дублин, Ирландия               |                            |
| Победа    | 3-0    | Риччи Айвори     | Сдача (удушение сзади)       | Ring of Combat 26                         | 29 мая 2010     | 1     | 0:00  | Уотерфорд, Ирландия            |                            |
| Победа    | 2-0    | Мишель Дабовилль | Сдача (треугольник)          | Pancrase Fighting Championship 2          | 17 апреля 2010  | 1     | 4:37  | Марсель, Франция               |                            |
| Победа    | 1-0    | Шейн Бейн        | Сдача (треугольник)          | ROT7: The Next Level                      | 28 июля 2007    | 2     | N/A   | Дублин, Ирландия               |                            |